# Combray
Combray är en kommun i departementet Calvados i regionen Normandie i norra Frankrike. Kommunen ligger i kantonen Thury-Harcourt som ligger i arrondissementet Caen. År 2022 hade Combray 143 invånare.

## Befolkningsutveckling
Antalet invånare i kommunen Combray
Referens: INSEE